# Георг Вилхелм (Брауншвайг-Люнебург)
Георг Вилхелм (на немски: Georg Wilhelm; * 26 януари 1624, дворец Херцберг на Харц; † 28 август 1705 в неговия ловен дворец във Винхаузен при Целе) от род Велфи (Нов Дом Люнебург), е херцог на Брауншвайг-Люнебург, от 1648 до 1665 г. княз на Княжество Каленберг в Хановер и княз на Княжество Люнебург от 1665 до 1705 г. в Целе.

## Живот
Той е вторият син на херцог Георг фон Брауншвайг-Люнебург и Каленберг (1583 – 1641) и Анна Елеонора (1601 – 1659), дъщеря на ландграф Лудвиг V от Хесен-Дармщат (1577 – 1626).
Георг Вилхелм следва в Утрехт и пътува из Европа. След смъртта на по-големия му брат Христиан Лудвиг (1622 – 1665) той управлява Княжество Каленберг от 1648 до 1665 г. с резиденция в Хановер. Другите му по-малки братя са Йохан Фридрих (1625 – 1679) и Ернст Август (1629 – 1698).
От 1675 до 1676 г. Георг Вилхелм е главнокомандващ в похода против Швеция. През 1676 г. се жени за хугенотката Елеонора д’Олбройз (1639 – 1722). Двамата имат една дъщеря София Доротея фон Брауншвайг-Люнебург-Целе (1666 – 1726), известна като „Принцесата от Алден“. През 1682 г. тя е омъжена против нейната воля за братовчед ѝ Георг Лудвиг (Джордж I, крал на Великобритания и Ирландия от 1714), и така след смъртта на херцог Георг Вилхелм Княжеството Люнебург е обединено с Княжество Хановер.
- Елеонора д’Олбройз, съпругата на Георг Вилхелм
- София Доротея, дъщеря на Георг Вилхелм
- Герб на Георг Вилхелм в двора на двореца в Целе